# Барсанов, Георгий Павлович
Георгий Павлович Барсанов (16 [29] декабря 1907, Саратов — 13 ноября 1991, Москва) — советский минералог, геолог, профессор МГУ, специалист в области истории минералогии, доктор геолого-минералогических наук (1947), заведующий кафедрой минералогии МГУ, директор Минералогического музея им. А. Е. Ферсмана АН СССР (1953—1976). Заслуженный деятель науки РСФСР (1969).

## Биография
Родился 16 (29) декабря 1907 года в городе Саратов в семье артистов.
В 1925 окончил среднюю школу в городе Тбилиси.
До 1928 года — студент агрохимического факультета Тбилисского политехнического института. В работе геологических партий принимал участие с 1926 года.
В 1928 переехал в город Ленинград. В 1930 окончил геологическое отделение Ленинградского университета.
С 1930 работал в системе Академии наук, сначала в СОПСе, затем — сотрудник Института геохимии, минералогии и кристаллографии им. М. В. Ломоносова (ЛИГЕМ) под руководством академика А. Е. Ферсмана и В. И. Крыжановского. Весь первый этап его деятельности (по 1940 г.) носил минералого-геохимический характер и был связан, в основном, с работой в различных районах Урала, Кавказа и Закавказья, Средней Азии под руководством Д. И. Щербакова. С конца 1930-х гг. детально изучал редкоземельную минерализацию Ильменских гор.
В 1937—1941 преподавал в Московском институте цветных металлов и золота (МИЦМиЗ) (ныне Государственный университет цветных металлов и золота).
Участник Великой Отечественной войны. После тяжелого ранения был демобилизован.
В 1943 году защитил кандидатскую диссертацию по минералогии Ильменских гор, в 1947 году — докторскую.
C 1944 года — учёный секретарь, старший научный сотрудник (1947—1952), директор Минералогического музея АН СССР (1953—1976).
Заведующий кафедрой минералогии (1953—1976), одновременно, декан Геологического факультета МГУ (1957—1962). Читал курсы лекций: «Минералогия», «Физические свойства минералов», «Физико-химические методы детальных минералогических исследований», «Минералогические основы рационального использования недр» и «Анализ парагенетических ассоциаций минералов».
Исследовал необычные везувианы Кедабекского месторождения в Азербайджане (Тр. Минералогического музея АН СССР. — М., 1949).
Научная работа, проводившаяся под руководством Г. П. Барсанова в Минералогическом музее, была направлена на систематическое изучение минералогии и генезиса пегматитов Урала, Кольского полуострова, Средней Азии, Забайкалья, Тувы. Эти работы имели также важный практический результат.
Автор первой находки в СССР геленита (1933) и ксонотлита (1937).
Г. П. Барсанов — редактор и член редколлегии многих журналов и изданий БСЭ.

## Награды и премии
- 194? — Медаль «За отвагу»
- 1945 — Медаль «За победу над Германией в Великой Отечественной войне 1941—1945 гг.»
- 1945 — Орден «Знак Почёта»
- 1951 — Орден Трудового Красного Знамени за успешную и плодотворную научную работу.
- 1953 — знак «Отличник Геологической службы» Министерства геологии СССР
- 1960 — Орден «Знак Почёта»
- 1960 — Почётная грамота Президиума Верховного Совета РСФСР.
- 1975 — Орден «Знак Почёта»
- 1985 — Орден Отечественной войны I степени

## Членство в организациях
- 1952 — член КПСС
- Почётный член Всесоюзного Минералогического общества
- Геологическое общество Болгарии
- Вице-президент Международной минералогической ассоциации (1960—1964)
- Комитет по заповедникам
- Комитет по метеоритам.

## Память
В честь Г. П. Барсанов были названы:
- 1963 — минерал георгбарсановит (группа эвдиалита — эвкалита) из Хибинских гор.